# Рудюк, Богдан Андреевич
Богдан Андреевич Рудюк (укр. Богдан Андрійович Рудюк; 19 ноября 1994, Покотиловка, Харьковская область, Украина) — украинский футболист, защитник.

## Биография
Воспитанник харьковского футбола. На юношеском уровне выступал за местные команды «Гелиос» и «Восток». Два года играл на любительском уровне в чемпионате Луганской области, после чего выступал за молодёжные составы симферопольской «Таврии» и луганской «Зари».
С 2015 года выступал во втором дивизионе Словакии за команды «Бодва», «Попрад» и «Римавска-Собота». Летом 2016 года прибыл на просмотр в белорусский «Слуцк», и вскоре подписал контракт. Дебютировал за клуб 29 июля 2016 года, матчем чемпионата Белоруссии против «Славии» из Мозыри, в котором провёл на поле всю игру. Встреча завершилась минимальной победой случчан — 1:0. Стал одним из основных центральных защитников клуба, однако по окончании сезона в ноябре 2016 года покинул команду.
В январе 2017 года прибыл на просмотр в могилёвский «Днепр». Через два месяца заключил с клубом соглашение. Дебютировал за клуб 1 апреля 2017 года, в матче с «Динамо» (Минск). Встреча завершилась поражением со счётом 0:3, а футболист отыграл весь матч. Первый мяч забил спустя две недели, на 76-й минуте игры против клуба «Крумкачы». Благодаря этому голу команду одержала победу — 2:1.
В июле 2017 года, по обоюдному соглашению, стороны расторгли контракт, и в августе стал игроком клуба «Крумкачы», где также закрепился в основе. Из-за травмы пропустил конец сезона. По его окончании покинул клуб.
Зимой 2018 года вернулся на Украину и подписал контракт сроком 2,5 года с клубом украинской Премьер-Лиги «Сталь» (Каменское). После банкротства клуба в июле 2018 года игрок получил статус свободного агента.
В январе 2019 года был на просмотре в харьковском «Металлисте 1925».